# Isomaltulosio
L'isomaltulosio, noto anche con il nome commerciale di Palatinose,  è un disaccaride che è commercialmente prodotto attraverso la fermentazione batterica partendo dal saccarosio. In natura si trova nel miele e nella canna da zucchero. In Giappone è utilizzato come sostituto dello zucchero dal 1985. Può essere usato come dolcificante non cariogenico.
L'isomaltulosio è completamente assorbito nell'intestino tenue come il glucosio e il fruttosio. Viene completamente digerito, come il saccarosio, e fornisce all'incirca lo stesso apporto calorico di 4kcal/g.
Ha un basso indice insulinico e glicemico. L'isomaltulosio fa entrare il glucosio nel sangue lentamente, evitando picchi e improvvise cadute nei livelli di glucosio e di conseguenza in quelli di insulina. Questo permette un apporto di energia, sotto forma di glucosio, bilanciato e prolungato.
Avendo un basso indice insulinico, l'isomaltulosio stimola l'ossidazione dei grassi durante l'attività fisica, poiché alti livelli di insulina impediscono l'uso dei lipidi come fonte di energia. L'isomaltulosio può quindi aumentare la quantità di grassi utilizzati come energia, aumentando le prestazioni durante sforzi prolungati.
L'isomaltulosio viene tollerato come il saccarosio e non è adatto per persone con intolleranze preesistenti al fruttosio e per coloro che non possono digerire il saccarosio.